# Alexander Waag
Alexander Waag (* 12. Februar 1895 in Stuttgart; † 1955 in Heidelberg) war ein deutscher Militär der Abwehr, des militärischen Geheimdienstes der Wehrmacht.
Er war der Sohn des Buchhändlers Max Waag und besuchte das Karls-Gymnasium Stuttgart.

## Werdegang
Von 1915 bis 1919 war er bei der Württembergischen Armee im kaiserlichen deutschen Heer beschäftigt, wo er 1917 zum Fähnrich ernannt wurde.
Bei einer Befragung am 9. Oktober 1945 in München berichtete er, dass er bis 1926 in verschiedenen geistlichen Positionen beschäftigt wurde. German Intelligence Service (GIS) activities: 1926 wurde er ziviler Mitarbeiter der Wehrmacht. Sein Dienstort war die Abteilung Ic/AO des Wehrkreises V Stuttgart (Spionage und Sabotageaufgaben).
1933 wurde er zum Leiter der Abwehr I des Wehrkreises Stuttgart ernannt. 1934 erfolgte die Beförderung zum Hauptmann. 1937 wurde er zum Leiter der Abwehrnebenstelle (NEST) Friedrichshafen ernannt. Im August 1939 wurde er erster Leiter der Kriegsorganisation KO bei der Mission des Deutschen Reichs in Bern. Die Schweizer Spionageabwehr ermittelte, dass Alexander Waag und Hans Günther von Dincklage zwei deutsche Abwehragenten führten, Hans Riesser und dessen Frau Gilda (Deckname 1001). 1940 reiste Oberstleutnant Erich Knabbe als „Honorarattaché“ in die Schweiz ein und übernahm von Waag die Leitung der KO Schweiz. Major Waag verließ Bern am 14. Februar 1941. Im Juli 1940 wurde er zum Leiter der Abwehrleitstelle (AST) Paris ernannt. Ab April 1944 war er Leiter des AST (später KdM) München. Im Oktober 1944 wurde er zum Befehlshaber des Wehrbezirks V ernannt. Im Januar 1945 wurde er zum Befehlshaber des Wehrmeldeamtes Sonthofen ernannt. Am 6. August 1945 erfolgte in Sonthofen seine Verhaftung und darauf folgende Gefangenschaft im Civilian Internment Camp Det 80. Am 27. September 1945 kam er in das USEBT Military Intelligence Service (MIS) Center und wurde vom G-2  Counter Intelligence Bureau (CIB) USEET befragt, worüber ein mit 8. August 1945 datierter Bericht gefertigt wurde. Ihm wurden der SHAEF Personality Card Index for Germany Pink Cards 59553 and 59554 zugeordnet.
Er verfügte über Kenntnisse zu Aktivitäten und Personen des KdM München, Agenten in Spanien, Nordafrika, den Vereinigten Staaten, England, dem AST Frankreich, der KO Schweiz.
| Vorgänger | Amt                                                                                                | Nachfolger                                                                                  |
| --------- | -------------------------------------------------------------------------------------------------- | ------------------------------------------------------------------------------------------- |
| —         | Leiter der Kriegsorganisation KO bei der Mission des Deutschen Reichs in Bern August 1939 bis 1940 | Oberstleutnant Erich Knabbe († 1956) Ende März 1942: Kapitän zur See Hans Meissner (* 1895) |